# Jaume Sallés i Figueres
Jaume Sallés Figueres (San Vicente de Castellet, 1884 - Toulouse, 1975) fue un sindicalista y político español.

## Biografía
Nació en San Vicente de Castellet, provincia de Barcelona. Propietario de terrenos, fue uno de los fundadores y creadores de la "Unió de Rabassaires", de la que fue vicepresidente del comité central en la comarca del Bages en el año 1924 y tesorero en el 1926. En 1931 fue elegido teniente de alcalde la localidad de San Vicente de Castellet y fue unos de los comisionados de la "Unió de Rabassaires" que pactaron con el Instituto Agrícola Catalán de San Isidro. 
Diputado en el Parlamento de Cataluña representando a Esquerra Republicana de Catalunya en el año 1932. Desarrolló una intensa actividad reformista dentro de las comisiones de agricultura a favor de los agricultores que trabajaban en tierras que no eras suyas y también en la comisión de la Ley de contratos de labranza de 1933. Al finalizar la guerra civil, tuvo que exiliarse en Francia, de donde no regresó.